# Takao Yaguchi
 (mai 2017).
Si vous disposez d'ouvrages ou d'articles de référence ou si vous connaissez des sites web de qualité traitant du thème abordé ici, merci de compléter l'article en donnant les références utiles à sa vérifiabilité et en les liant à la section « Notes et références ».
Takao Yaguchi (矢口 高雄, Yaguchi Takao) (28 octobre 1939 - 20 novembre 2020) est un mangaka né à Nishinaruse (ja) (maintenant Yokote), dans la préfecture d'Akita. Il est spécialisé dans les mangas à message écologique.
Son plus célèbre manga, Paul le pêcheur, remporta le prix du manga Kōdansha (catégorie des mangas pour enfant) en 1974.